# Onosma liui
Onosma liui är en strävbladig växtart som beskrevs av Rudolf V. Kamelin och T. N. Popova. Onosma liui ingår i släktet Onosma och familjen strävbladiga växter. Inga underarter finns listade i Catalogue of Life.